# Stamboom Hendrik Casimir van Nassau-Dietz (1612-1640)
| Stamboom Hendrik Casimir van Nassau-Dietz (1612-1640) | Stamboom Hendrik Casimir van Nassau-Dietz (1612-1640)                                                  | Stamboom Hendrik Casimir van Nassau-Dietz (1612-1640)                                                  |
| ----------------------------------------------------- | --- | --- |
| Grootouders                                           | Jan van Nassau-Dillenburg (1535-1606) x Elisabeth van Leuchtenberg (1537-1579)                         | ? |
| Ouders                                                | Ernst Casimir van Nassau-Dietz (1573-1632) x 1607 Sophia Hedwig van Brunswijk-Wolfenbüttel (1592-1642) | Ernst Casimir van Nassau-Dietz (1573-1632) x 1607 Sophia Hedwig van Brunswijk-Wolfenbüttel (1592-1642) |
| Hendrik Casimir I van Nassau-Dietz (1612-1640)        | | |
| Kinderen                                              | - | - |
| Kleinkinderen                                         | - | - |